# Viktorija Nahurna
Viktorija Nahurna (ukrainska: Вікторія Нагурна), född 23 oktober 2004, är en ukrainsk taekwondoutövare. 

## Karriär
I maj 2024 tog Nahurna brons i 46 kg-klassen vid EM i Belgrad.